# Henry S. Robinson
Henry Schroder Robinson (* 6. Juni 1914; † 4. Juli 2003 in Eastport, Maine) war ein amerikanischer Klassischer Archäologe.
Er studierte an der  Duke University (B. A. 1936) und der Princeton University (Ph. D. 1941). 1938 bis 1940 war er Fellow der American School of Classical Studies in Athen. Danach lehrte er an der University of Oklahoma in Norman. 1958/59 war er stellvertretender Direktor und von 1959 bis 1969 Direktor der American School of Classical Studies in Athen und Leiter der Grabungen in Korinth. Anschließend lehrte er als Professor an der Case Western Reserve University in Cleveland.
Er war seit 1953 mit der Klassischen Archäologin Rebecca C. Robinson (1924–2009) verheiratet.

## Veröffentlichungen
- Pottery of the Roman Period. Chronology (= The Athenian agora. Results of excavations conducted by the American School of Classical Studies at Athens 5). Princeton, NJ 1959 (Digitalisat).
- Corinth. A brief history of the city and a guide to the excavations. Athen 1964.